# موريس لييلاند
موريس لييلاند (بالإنجليزية: Maurice Leyland)‏ (و. 1900 – 1967 م) هو لاعب كريكت من المملكة المتحدة، والمملكة المتحدة لبريطانيا العظمى وأيرلندا، ولد في هاروغيت، توفي في سكوتون، عن عمر يناهز 67 عاماً.

## جوائز
حصل على جوائز منها:
لاعب كريكت ويسدن للسنة ‏